# Comune associato
Comune associato indica uno status particolare attribuito ad alcuni comuni francesi soppressi. Questi, pur risultando inglobati nella nuova amministrazione, conservano alcune specificità.
L'istituto del "comune associato" risale alla legge nº 71-588 cosiddetta Legge Marcelin del 16 luglio 1971 che intendeva ridurre il numero di entità amministrative francesi, favorendo la fusione dei comuni in più forme.
Le principali particolarità legate allo status di "comune associato" sono legate alla presenza di:
- un sindaco delegato, ufficiale di stato civile e ufficiale di polizia giudiziaria, suscettibile di ricevere alcune deleghe dal sindaco;
- un municipio annesso, che è in particolare responsabile degli atti di stato civile;
- una sezione del centro comunale di azione sociale;
- una sezione elettorale.

## Statistiche
Al 1º gennaio 2009 risultavano 710 comuni associati in Francia.
La maggior parte dei comuni associati sono stati creati nei quattro anni successivi alla "Legge Marcelin". Dall'istituzione di questa sono stati 1.041 i comuni che ne hanno beneficiato, 1 007 prima del 1975, 20 tra il 1975 e il 1980, 6 tra il 1981 e il 1990, 7 tra il 1991 e il 2000, 1 solamente dal 2001 al 2009. Dal 1977, in cui si contavano 1 011 comuni associati, il loro numero è progressivamente diminuito, conseguentemente a due fattori:
- la trasformazione da fusione con associazione a fusione semplice (98 casi);
- lo scioglimento della fusione con associazione e ritorno allo status originario di comune (229 casi) o ricorso al nuovo status di Comunità di comuni (3 casi)